# 1463

## Události
- Jan z Rabštejna byl povýšen do panského stavu.
- morová epidemie v českých zemích
- Turci dobyli Jajce

### Probíhající události
- 1454–1466 – Třináctiletá válka
- 1455–1487 – Války růží

## Narození
- 24. února – Pico della Mirandola, italský humanista a filosof († 17. listopadu 1494)

## Úmrtí
- 9. ledna – Vilém Neville, 1. hrabě z Kentu, anglický šlechtic a vojevůdce, účastník války růží (* asi 1410)
- 29. srpna – Jakob Kaschauer, rakouský pozdně gotický řezbář (* ?)
- 29. listopadu – Marie z Anjou, francouzská královna jako manželka Karla VII. (* 1404)
- 1. prosince – Marie z Guelders, skotská královna jako manželka Jakuba II. a regentka Skotska (* asi 1434)
- 18. prosince – Albrecht VI. Habsburský, rakouský vévoda (* 1418)

## Hlavy států
- České království – Jiří z Poděbrad
- Svatá říše římská – Fridrich III.
- Papež – Pius II.
- Anglické království – Eduard IV.
- Dánsko – Kristián I. Dánský
- Francouzské království – Ludvík XI.
- Polské království – Kazimír IV. Jagellonský
- Uherské království – Matyáš Korvín
- Litevské knížectví – Kazimír IV. Jagellonský
- Chorvatské království – Matyáš Korvín
- Norsko – Kristián I. Dánský
- Portugalsko – Alfons V. Portugalský
- Švédsko – Kristián I. Dánský
- Rakouské arcivévodství - Fridrich V.